# 摩墨斯
摩墨斯（希臘語：μῶμος，英語寫作Momus，引申自μομφή，意為譴責），是希臘神話中的嘲弄，譴責，諷刺之神，同時也是作家和詩人的守護神，具有如同惡魔般愛好譴責和進行不公批評的個性。在古典藝術中常常被刻畫為帶著嘲弄面具極為毒舌的神明。他在羅馬神话中對應為奎瑞拉（Querella），他的對立者是讚美女神歐斐墨（Eupheme）。

## 古典文學
據赫西俄德描述，摩墨斯是黑夜女神倪克斯的儿子。琉善提到，他嘲笑赫淮斯托斯，說他忘記在人類的胸口上開窗，使得眾神無法獲知人類的想法。他嘲笑阿佛洛狄忒，稱她為饒舌婦，將她的嘎吱嘎吱的涼鞋作為笑料。 他甚至敢嘲弄宙斯，稱其為暴力神和淫神，生了兩個和他一樣的令人厭惡的惡棍兒子(出自阿波羅紐斯·摩隆的作品)。由於他過於毒舌，最後被從奧林匹斯山流放。
伊索曾用摩墨斯作為一則寓言的主角，他被派去評價三位神的手工藝作品（具體的三神可能由於版本的原因而有差別）。出於嫉妒，摩墨斯大大的嘲笑了所有的作品，而被宙斯驅逐出了奧林匹斯山。
索福克勒斯也曾用摩墨斯為名寫過一部薩梯劇（悲喜劇的一種），可惜現在已不可考了。
在琉善的諷刺對話錄眾神的召喚(大約公元前165年)中，摩墨斯是參加雅典會議的眾神的秘書。
在柏拉圖的理想國的第六卷中，格勞肯對蘇格拉底說：“就算是摩墨斯本人也不可能從這樣的組合中挑出毛病。”

## 文艺复兴及之后的作品
莱昂·巴蒂斯塔·阿尔伯蒂曾发表过名为摩墨斯的古拉丁语悲观讽刺对话录（大约于1450年），這部作品是在琉善的基礎上加進了大量他自己的元素，儘管如此，很多讀者，包括E.加林，認為在這部作品中阿爾伯蒂描述了一些自己的怨恨傾向，最後諷刺玩世不恭只是其的消遣。
弗蘭西斯·培根爵士在培根論說文集中的論營造篇(XLV)中說道：“將公正的大廈建立在劣質的地基上的人，應該將自己送入監獄……糟糕的氛圍不僅僅會帶來劣質的基礎，還會使人走錯誤的路線，進行錯誤的銷售，如果你考慮到摩墨斯的例子，還會帶來差勁的鄰居。” 